# Bucklesham
Bucklesham is een civil parish in het bestuurlijke gebied Suffolk Coastal, in het Engelse graafschap Suffolk met 542 inwoners.